# Show-Ya
Show-Ya (しょーや, Shōya) est un groupe féminin de heavy metal et hard rock japonais. Formé en 1981, il devient populaire au Japon dans les années 1980. À ses débuts, le groupe commence avec six albums (et un live) en quatre ans, entre 1985 et 1989. Le groupe se sépare en 1998, puis se reforme en 2005. Leur dernier album en date, s'intitule Genuine Diamond, publié en 2012.

## Biographie

### Débuts (1981–1988)
Show-Ya est formé en 1981 par Keiko Terada et Miki Nakamura, qui jouaient ensemble pendant un an afin de participer au concours East West Grand Prix organisé et sponsorisé par Yamaha. Le nouveau groupe remporte le concours et obtient un contrat avec Toshiba EMI. Dans les deux ans qui suivent, Miki Igarashi remplace la guitariste Mitsuko Numata et la formation est complétée par Miki Tsunoda à la batterie, et Satomi Senba à la basse. Nakamura, Igarashi et Tsunoda adoptent les noms de Captain, Sun-Go et Mittan pour éviter toute confusions avec leurs prénoms Miki. À cette période, elles écrivent ce qui deviendra leur premier album, Masquerade Show, enregistré au Japon et mixé auxAbbey Road Studios à Londres. L'album est soutenu par la Coca-Cola Company, qui utilise leur premier single Suteki Ni Dancing (Coke Is It) pour une campagne publicitaire. À Londres, le groupe joue pour la première fois à l'étranger à Dingwalls et au club The Marquee.
L'intérêt de la presse japonaise, et le succès du groupe à la télévision, leur permet de se forger une réputation plus professionnelle dans la scène musicale. Avec leur quatrième album, Trade Last, Show-Ya cède la direction musicale à Yasushi Akimoto, célèbre pour sa collaboration avec le groupe idole japonaise Onyanko Club. Leur performance au Nakano Sun Plaza de Tokyo est enregistrée pour leur première VHS.
En 1987, le groupe fait la rencontre du producteur Andy Johns, connu pour ses collaborations avec notamment Led Zeppelin, Rolling Stones et Van Halen. Il s'occupera du mixage des albums Immigration et Glamour à Los Angeles, aux États-Unis. L'explosion du glam metal en Californie influencera le style et l'image du groupe. Des chansons issues de leurs tournées Immigration Tour et Tour of the Immigrant sont enregistrées pour leur premier album live, Turn Over. En septembre 1987, Show-Ya organise, produit et présente le premier festival rock Naon no Yaon avec des groupes uniquement féminins et des musiciennes. Le festival est organisé régulièrement jusqu'en 1999, puis encore une fois en 2008, en 2009, en 2013 et en 2014.
Le 27 avril 1988, Show-Yajoue son premier concert américain au Roxy Theatre dans West Hollywood. Le nom de Show-Ya est souvent associé par la presse spécialisée de l'époque à d'autres groupes féminins comme Vixen et Lita Ford.

### Popularité et succès (1989–1998)
Après avoir obtenu un certain succès au Japon, Show-Ya sort un album international en anglais en 1989, Outerlimits, son 8e album et plus grand succès. Il atteint la troisième place des classements japonais, et compte 60 000 exemplaires vendus. Le single Genkai Lovers est utilisé pour une campagne de la société Shell et devient leur chanson la plus connue. Une tournée internationale prend place dans des grandes villes comme Londres, Moscou, Los Angeles et Mexico.
Au début de 1990, leur huitième album, Hard Way, est produit et enregistré àparos Angeles by Beau Hill (Alice Cooper, Winger, Europe, Ratt). Le groupe devient la tête de couverture du Los Angeles Times en 1990, dans lequel elles sont considérées comme le meilleur groupe féminin japonais avec Vow Wow et Loudness. Elles atteignent la popularité mais plusieurs essais publicitaires, le groupe n'atteint pas le succès commercial aux États-Unis.
Après un neuvième album au Japon et un autre live, la chanteuse Keiko Terada quitte le groupe début 1991 pour se lancer en solo, sortant plusieurs albums de son côté. Elle est remplacée par la chanteuse américano-japonaise Steffanie Borges, qui sort deux albums de hard rock en solo dans les années 1980 sous le simple nom de Steffanie. Cette dernière chante couramment anglais et Show-Ya espérait se faire une place sur les marchés américains. Show-Ya est invité en juin suivant à donner un concert en Corée du Nord, ce qui aura un important retentissement médiatique au Japon, du fait des relations tendues avec ce pays,. La nouvelle formation n'enregistre qu'un single en 1992 et un album en 1995, et Steffanie Borges quitte à son tour en 1997, remplacée par Yoshino. Le groupe se sépare l'année suivante après un dernier mini-album. La guitariste Miki Igarashi forme le groupe Blind Pig en 2000.

### Retour (depuis 2005)
Show-Ya se reforme en 2005 avec le retour en son sein de Keiko Terada. Le groupe organise à plusieurs reprises depuis 1987 le festival pop-rock féminin Naon no Yaon.  Le groupe continue de jouer sur scène et publie un nouveau DVD en 2007. 22 ans après son dernier album original avec Terada, il sort un nouvel album, Genuine Diamond, en mars 2012.

## Membres

### Membres actuels
- Keiko Terada (寺田恵子?) - chant (1981-1991, depuis 2005)
- Miki Igarashi (五十嵐美貴?, alias Sun-go) - guitare, chœurs (1984-1998, depuis 2005)
- Miki Nakamura (中村美紀, alias Captain?) - claviers, chœurs (1981–1998, depuis 2005)
- Satomi Senba (仙波さとみ?) - basse, chœurs (1982–1998, depuis 2005)
- Miki Tsunoda (角田美喜?, alias Mittan) - batterie, chœurs (1982–1998, depuis 2005)

### Anciens membres
- Mitsuko Numata – guitare (1981-1984)
- Steffanie Borges - chant (1991-1997)
- Yoshino - chant (1997-1998)